# Pia Werfel
Pia Werfel (* 1951) ist eine deutsche Schauspielerin, Hörspiel- und Synchronsprecherin.

## Leben
Als Theaterschauspielerin stand Pia Werfel unter anderem auf der Bühne des Theaters für Kinder in Hamburg.
Einem breiten Publikum ist sie vor allem durch ihre Stimme bekannt. Beispielsweise wirkte sie in zahlreichen bekannten Hörspielreihen des Labels EUROPA mit wie Die drei ???, TKKG und Perry Rhodan. In der Serie She Ra - Princess of Power verkörperte sie die Flutterina. Außerdem lieh sie als Synchronsprecherin verschiedenen international bekannten Schauspielerinnen ihre Stimme wie Miou-Miou in Türen der Vergangenheit, Sissy Spacek in Badlands – Zerschossene Träume und Yasmine Bleeth in Baywatch. In der deutschen Bearbeitung der Serie Unsere kleine Farm war sie eine der Sprecherinnen der von Alison Arngrim dargestellten Nellie Oleson.
Neben ihrer Arbeit als Schauspielerin und Sprecherin ist sie auch als Souffleuse tätig.

## Hörspiele (Auswahl)
- 1976: Dolly – Schulabenteuer auf der Burg (6): Abschied von der Burg
- 1981: Ein Fall für TKKG (15): Ufos in Bad Finkenstein
- 1981: Ein Fall für TKKG (16): X7 antwortet nicht
- 1981: Detektiv Kolumbus & Sohn (3): Lösegeld für einen Dackel
- 1982: Ein Fall für TKKG (24): Gefährliche Diamanten
- 1983: Zerfetzte Segel
- 1983: Nur der Pudding hört mein Seufzen
- 1986: She Ra – Princess of Power, 10 Folgen
- 2002: Das Sternentor: Der rote Nebel (1)
- 2004: Annwyn – Die Tore der Anderwelt (1)
- 2005: Annwyn – Die Tore der Anderwelt (2)
- 2005: Die PSI-Akten (4): Kaltes Grauen
- 2005: Sherlock Holmes (7): Der Vampir von Sussex
- 2005: Das geheime Olchi-Experiment
- 2008: Der wundersame Lord Atherton